# Viva Air
Viva Air (offiziell Vuelos Internationales De Vacaciones S.A.) war eine spanische Charterfluggesellschaft, die ab 1990 auch Linienflüge durchführte.

## Geschichte
Viva Air wurde am 24. Februar 1988 als ein Joint Venture der Fluggesellschaften Iberia und Lufthansa gegründet. Beide Unternehmen waren mit je 48 Prozent an der Viva Air beteiligt. Die Aufnahme des Flugbetriebs erfolgte am 15. April 1988 mit vier Maschinen des Typs Boeing 737-300. Der erste Charterflug führte von Palma de Mallorca nach Nürnberg. Im Frühjahr 1990 mietete die Gesellschaft drei zusätzliche Douglas DC-9-32 von der Iberia und setzte diese in eigenen Farben bis Ende 1991 auf Flügen innerhalb Europas ein. 
Lufthansa veräußerte am 14. September 1990 ihre Gesellschaftsanteile, wodurch Iberia zum Alleineigentümer der Viva Air wurde. Am Ende der Sommersaison 1990 begann Iberia damit, das Tochterunternehmen schrittweise in eine Linienfluggesellschaft umzuwandeln. Als Vorteil wurde dabei insbesondere die günstigere Kostenstruktur der Viva Air angesehen, die eine bessere Wettbewerbsfähigkeit auf solchen Routen ermöglichte, auf denen Iberia mit anderen Fluggesellschaften konkurrierte. Im November 1990 trat die Muttergesellschaft einige ihrer von Palma de Mallorca und Málaga ausgehenden europäischen Strecken an Viva Air ab. Mit Beginn des Sommerflugplans 1991 kamen weitere Linienflugverbindungen von Spanien in die Türkei, Tunesien, Ägypten und Israel hinzu. Umstrukturierungen innerhalb des Iberia-Konzerns führten ab Februar 1995 dazu, dass Viva Air diese Routen wieder an die Muttergesellschaft abtrat und sich auf das europäische Streckennetz konzentrierte. Mit einer aus sieben Boeing 737-300 bestehenden Flotte wurden im selben Jahr 962.000 Passagiere befördert. Die Entscheidung der Iberia, sämtliche internationalen Flüge unter eigenem Namen durchzuführen, leitete Anfang 1999 das Ende der Tochtergesellschaft ein. Viva Air wurde im März 1999 aufgelöst und ihr Streckennetz in das von Iberia integriert.

## Flotte
- Boeing 737-300
- Douglas DC-9-32